# Hamburg Masters 2001
De Hamburg Masters is een internationaal hockeytoernooi voor mannen, dat onder auspiciën staat van de Duitse hockeybond. Aan de zevende editie in de Noord-Duitse stad Hamburg deden vier landen mee: titelverdediger Duitsland, Pakistan, Nederland en Zuid-Korea.

## Uitslagen

### Vrijdag 22 juni
- Nederland - Pakistan 1-1
- Duitsland - Zuid-Korea 2-0

### Zaterdag 23 juni
- Zuid-Korea - Nederland 3-6
- Pakistan - Duitsland 2-3

### Zondag 24 juni
- Pakistan - Zuid-Korea 8-6
- Duitsland - Nederland 3-2

## Eindstand
| № | Land       | WG | W | G | V | DV | DT | +/– | Punten |
| - | ---------- | -- | - | - | - | -- | -- | --- | ------ |
| 1 | Duitsland  | 3  | 3 | 0 | 0 | 9  | 4  | +5  | 9      |
| 2 | Pakistan   | 3  | 1 | 1 | 1 | 11 | 10 | +1  | 4      |
| 3 | Nederland  | 3  | 1 | 1 | 1 | 9  | 8  | +1  | 4      |
| 4 | Zuid-Korea | 3  | 0 | 0 | 3 | 9  | 16 | –7  | 0      |

1989 · 1993 · 1996 · 1997 · 1998 · 2000 · 2001 · 2002 · 2003 · 2004 · 2005 · 2006 · 2007 · 2008 · 2009 · 2010 · 2012 · 2013 · 2014 · 2015 · 2016 · 2017 · 2018 · 2019